# Елена Дукова
Елена Димитрова Дукова е българска учителка, деятелка на Българското възраждане в Източна Македония.

## Биография
Елена Дукова е родена около 1855 година в Неврокоп, тогава в Османската империя. В 1870 година заедно с братовчедка си Екатерина Дукова основават женското дружество „Ученолюбие“. От 1872 година Елена Дукова е учителка в Неврокопското девическо училище. Участва в дейността на читалище „Зора“ и пише във възрожденския печат.